# بيت شملان (قفل شمر)

تعديل مصدري - تعديل

بيت شملان هي إحدى قرى عزلة شمرين بمديرية قفل شمر التابعة لمحافظة حجة، بلغ تعداد سكانها 345 نسمة حسب تعداد اليمن لعام 2004.